# Philippe Erulin
Philippe Louis Edmé Marie François Erulin, född 5 juli 1932, död 26 september 1979, var en officer i den franska armén. Han var befälhavare för 2:a utländska fallskärmsregementet, känt för att framgångsrikt ha lett frigivningen av gisslan i Slaget vid Kolwezi, under den franska militära interventionen i Zaire. 
Å andra sidan anklagades han för att ha begått tortyr under Algerietrevolten, vilket väckte stor kontrovers. Henri Alleg, en kommunistisk militant, anklagade Erulin för att tortera honom under befäl av kapten Roger Faulque. 1958 publicerade Alleg La Question, ett vittnesmål som fördömde tortyren han utsattes för under Algerietskriget, och hänvisade till han som en "löjtnant torterare".
Den 29 september 1978 utsågs han till befälhavare för Hederslegionen av president Valéry Giscard d'Estaing. Den 26 september 1979, nästan ett år efter att ha blivit dekorerad, dog Philippe Erulin plötsligt på grund av ett brustet aneurysm när han joggade.

## Utmärkelser
- Kommendör av Hederslegionen
- Middle East operations commemorative medal (1956)
- Médaille commémorative des opérations de sécurité et de maintien de l'ordre en Afrique du Nord
- Frankrikes kolonialmedalj
- Croix de la Valeur militaire
- Croix du combattant
- Médaille des blessés de guerre

[Redigera Wikidata]